# 五郎八姬

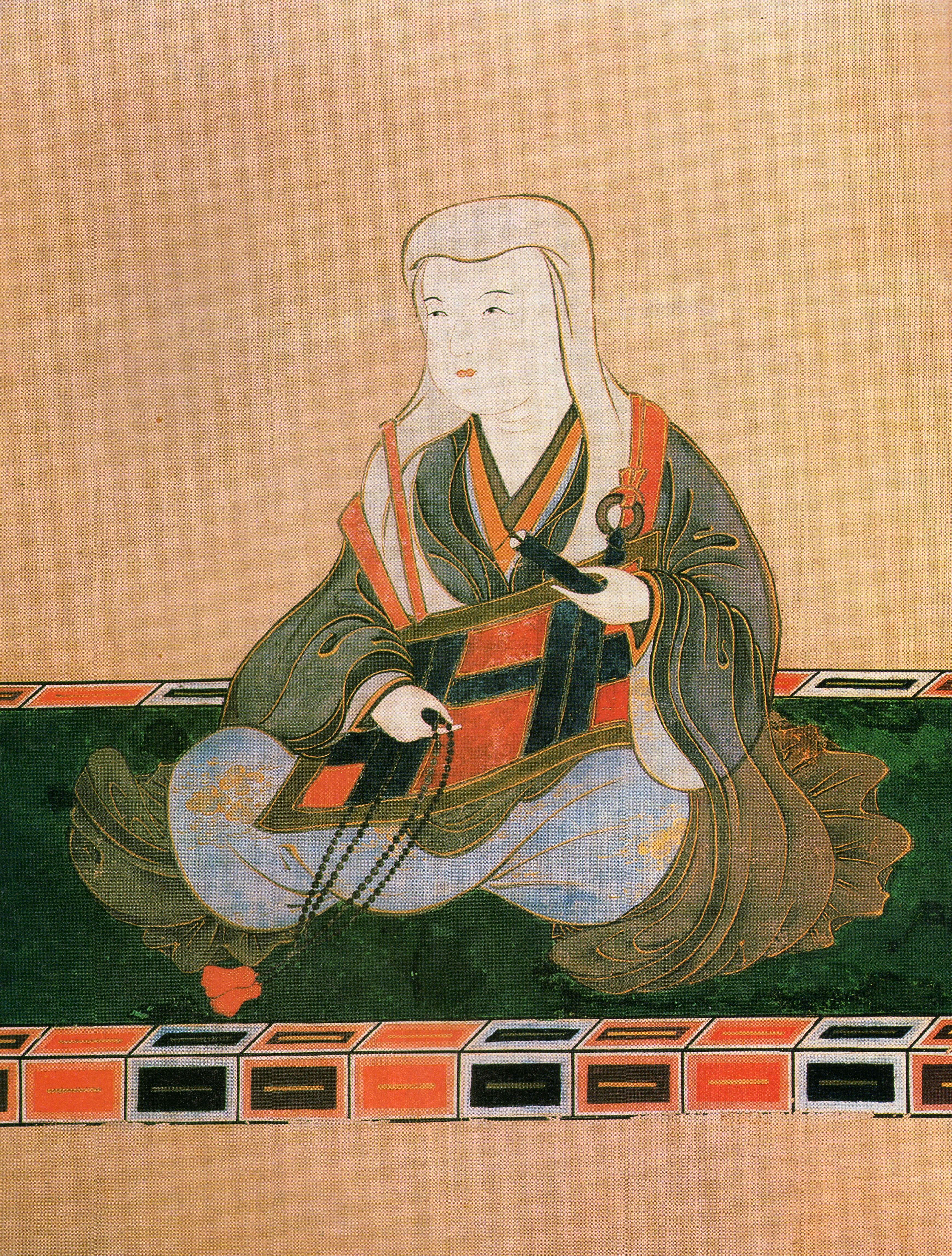
五郎八姬

五郎八姬（1594年8月2日—1661年6月4日）是德川家康六子松平忠輝的正室。父親是伊達政宗。母親是正室愛姬（田村清顯的女兒）。院號是天麟院。

## 生平
在文祿3年（1594年）6月16日於京都的聚樂第屋敷出生。因為是政宗與正室愛姬之間結婚15年來第一次生育，於是夫妻都很期待伊達家的後繼者出生，不過出生的卻是女兒。因此沒有想過「五郎八」（日本的男子名）以外名字的政宗就這樣以「五郎八姬」為女兒的名字。（根據『伊達治家記錄』記述「為了（誕下）兒子而給了這名字的是，北御方（愛姬）為了祈求誕下嗣君」（御男子の故を以て名付け玉へるは、北御方の御腹に嗣君誕生し玉はん事をあらかじめ祝し玉ふと云云））
五郎八姬從聚樂第不斷被轉移到伏見、大坂以及各地。慶長4年（1599年）1月20日，由於德川家康為了加深和有力大名之間的關係，於是五郎八姬就與家康的六男松平忠輝（越後高田藩初代藩主）建立了婚約。在慶長8年（1603年）從伏見遷移到江戶，並於慶長11年（1606年）12月24日與忠輝結婚。雖然與忠輝的關係相當和睦，不過雙方沒有生下兒女。元和2年（1616年），在忠輝被改易的同時離婚，於是返回父親政宗的領地，以後都在仙台生活。
此時因為居住在仙台城本丸西館，於是被稱為西館大人（西館殿）。在寬文元年（1661年）5月8日死去。享年68歲。墓所在松島的天隣院。

## 逸話
- 相當美麗並聰明，父親政宗曾經嘆惜說「如果五郎八姬是男子的話（就好了）」（五郎八姫が男子であれば）。據說弟弟‧仙台藩第2代藩主忠宗曾在政事上諮詢五郎八姬。
- 由於生母愛姬曾經一度是吉利支丹，因此有說法指五郎八姬亦是吉利支丹。因為五郎八姬在與忠輝離婚時只有20歳，父親政宗和母親愛姬曾建議五郎八姬再婚，不過五郎八姬拒絕。兩親和周邊的人都勸說再婚，但是終生都沒有再婚，因為基督教教義上並不承認「離婚」，這亦被認為是五郎八姬是吉利支丹的證據。